# We Hate It When Our Friends Become Successful
We Hate It When Our Friends Become Successful è un brano del cantante inglese Morrissey.
Primo singolo tratto dall'album Your Arsenal, il disco venne pubblicato il 27 aprile del 1992 dalla HMV Records e raggiunse la posizione numero 17 della Official Singles Chart.

## Realizzazione
Scritto assieme a Mark Nevin (il primo di una lunga serie) e prodotto da Mick Ronson, il brano venne registrato a Londra nel febbraio del 1992.
La copertina ritrae una foto di Morrissey, Alain Whyte e Gary Day realizzata da Linder Sterling, durante il tour promozionale di Kill Uncle, nel 1991. Sul vinile dei 7" e dei 12" è incisa la frase: I DON'T KNOW ANYONE THAT'S HAPPY, DO YOU?. Il videoclip promozionale, diretto da Tim Broad, è stato girato a Londra e mostra Morrissey assieme alla sua band ripresi in una zona fatiscente della città.

## Testo
Il testo descrive il sentimento di rivalità tra amici e dell'odio, delle critiche e delle gelosie per chi (come Morrissey) raggiunge il successo. "A Manchester c'è il più crudele senso di competizione." dichiarò il cantante intervistato da Q Magazine, nel settembre del 1992 "Ci sono talmente tante creature vili e gelose. Ecco di cosa parla la canzone. A Manchester si viene accettati fino a che sei in ginocchio. Ma se hai appena un po' di successo, oppure se sei uno indipendente o uno spirito libero, allora gli stai sullo stomaco." (Morrissey, intervistato da Q Magazine, 1992)
Un'altra lettura del testo sembra indicare che le parole sono in parte indirizzate alla critica musicale di londinese, che spesso ha bocciato la sua musica come banale e ripetitiva, nella struttura. Interpretazione che trova conferma dal finale della canzone, in cui Morrissey canta: Ah, you've loads of songs / So many songs / More songs than they could stand / Verse, chorus, middle-eight break, fade / Just listen la, la la la, la la la....

## Tracce
- UK 7"

1. We Hate It When Our Friends Become Successful - 2:29
2. Suedehead (live in London, 4 ottobre 1991) - 3:55

- UK 12"

1. We Hate It When Our Friends Become Successful - 2:29
2. Suedehead (live in London, 4 ottobre 1991) - 3:55
3. I've Changed My Plea to Guilty (live in London, 4 ottobre 1991) - 3:14
4. Pregnant for the Last Time (live in London, 4 ottobre 1991) - 2:33

- UK CDs

1. We Hate It When Our Friends Become Successful - 2:29
2. Suedehead (live in London, 4 ottobre 1991) - 3:55
3. I've Changed My Plea to Guilty (live in London, 4 ottobre 1991) - 3:14
4. Pregnant for the Last Time (live in London, 4 ottobre 1991) - 2:33
5. Alsatian Cousin (live in London, 4 ottobre 1991) - 2:20

## Formazione
- Morrissey – voce
- Alain Whyte - chitarra
- Boz Boorer - chitarra
- Gary Day - basso
- Spencer Cobrin - batteria